# Hansa (Schiff, 1899–1920)
Die Hansa war das letzte Schiff der Victoria-Louise-Klasse, einer Klasse von fünf als Panzerdeckkreuzer ausgeführten Kreuzern II. Klasse der Kaiserlichen Marine. Die Hansa wurde ab 1899 als Auslandskreuzer sowie als Schulschiff eingesetzt, kam in der Anfangszeit des Ersten Weltkriegs zum Einsatz und wurde 1920 abgewrackt.

## Bau
Für den Kreuzer II. Klasse „N“ wurde im April 1896 von der AG Vulcan in Stettin der Kiel gestreckt. Knapp zwei Jahre später stand der Neubau am 12. März 1898 zum Stapellauf bereit. Die Taufe des Schiffes auf den latinisierten Namen der Hanse nahm der damalige Bürgermeister der Hansestadt Hamburg, Johann Georg Mönckeberg, vor.

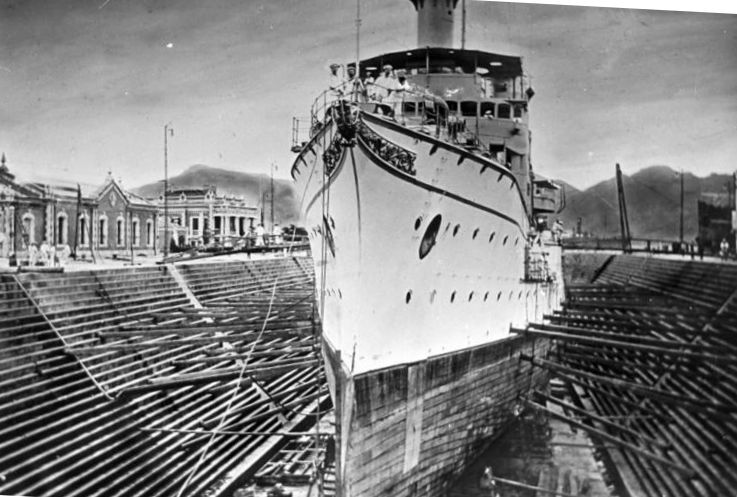
Die Hansa im Dock der A.G. Vulcan in Stettin

Nach der Fertigstellung wurde die Hansa Anfang des Jahres 1899 von der Werft nach Kiel überführt und dort nach erfolgter Endausrüstung am 20. April in Dienst gestellt. Die anschließend stattfindenden Probefahrten zogen sich bis zum 11. August hin. Während dieser geriet die Hansa am 6. Juni im Großen Belt auf Grund, konnte jedoch von den Küstenpanzerschiffen Ägir und Odin freigeschleppt werden und erlitt dabei nur geringe Schäden.

## Dienst im Ostasiengeschwader

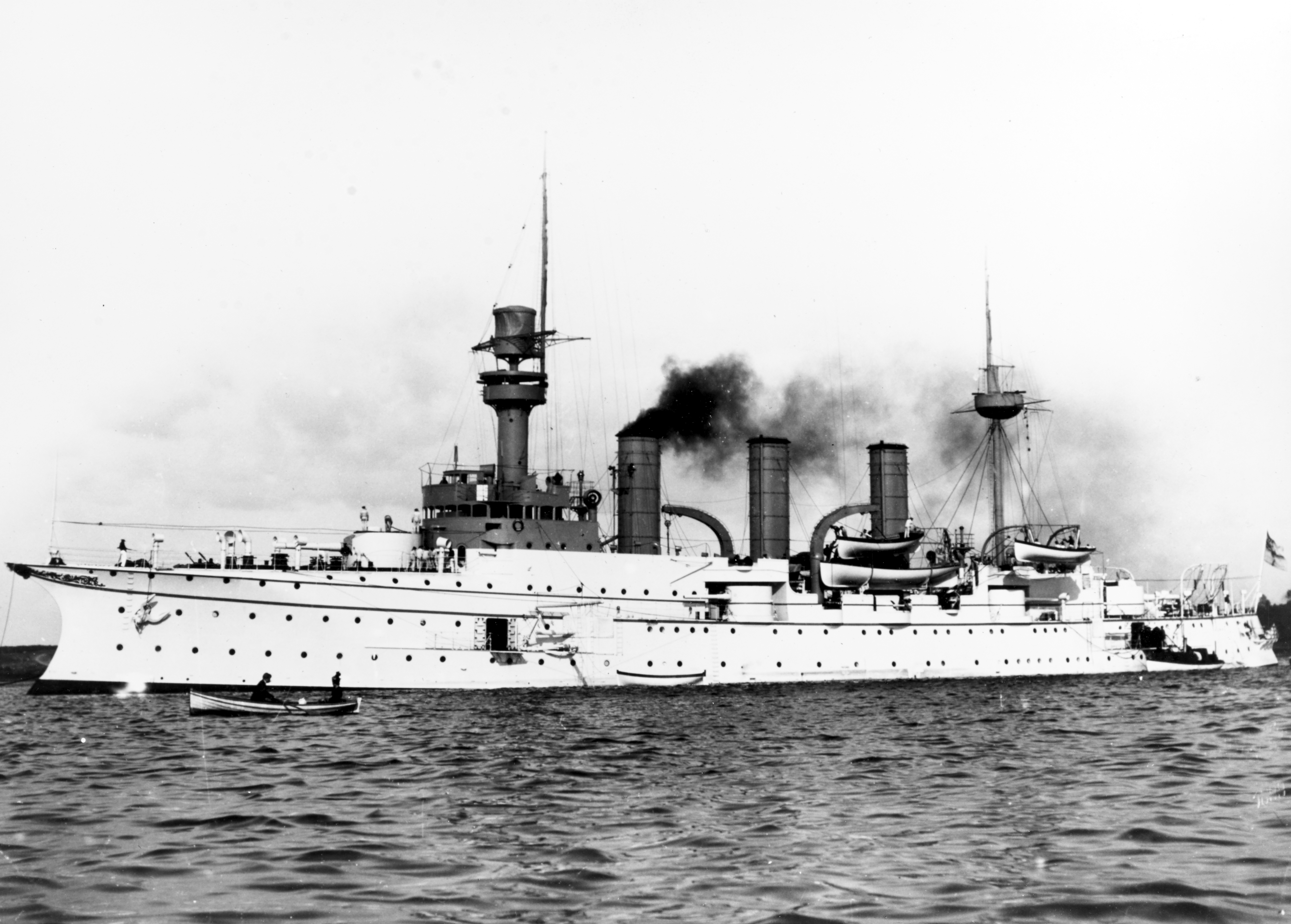
Die Hansa im Jahr 1899

Aufgrund der Überalterung des im Ostasiengeschwader eingesetzten Schiffsmaterials war eine Entsendung neuer Einheiten auf die ostasiatische Station dringend notwendig. So trat die Hansa am 16. August 1899 die Ausreise nach Ostasien an, obwohl noch nicht alle Erprobungen abgeschlossen waren. Dies betraf besonders die Maschinen- und Kesselanlagen, was sich während der Fahrt negativ bemerkbar machte. Nachdem Anfang September einige Geschenke Kaiser Wilhelms II. für die Heiligen Stätten in Jerusalem nach Haifa gebracht worden waren, lief die Hansa durch den Sueskanal und das Rote Meer in den Indischen Ozean, wo in der Malediven-Gruppe Vermessungsarbeiten durchgeführt wurden. Während der ganzen Fahrt gab es Probleme mit der Maschinenanlage, die im Indischen Ozean sogar ganz ausfiel und über mehrere Stunden zu einem Ankern vor Treibanker und unter Notbeleuchtung zwang. Schließlich wurde am 29. September Colombo angelaufen, wo wegen der Erschöpfung des Maschinenpersonals ein längerer Aufenthalt eingelegt wurde.
Am 7. Oktober verließ die Hansa Colombo in Richtung Singapur, wo sie am 13. Oktober eintraf. Nach viertägigem Aufenthalt im dortigen Hafen verließ das Schiff Singapur wieder, musste aber nach einer Kesselexplosion, bei der zwei Heizer tödlich verbrüht wurden, in die Stadt zurückkehren. Nach der Beisetzung der beiden Mannschaftsangehörigen setzte die Hansa ihre Fahrt fort, musste aber am 26. Oktober Xiamen als Nothafen anlaufen, da der Zustand der Kesselanlage eine Weiterfahrt nicht erlaubte. Dort trafen am 2. November die Hertha und zwei Tage später die Deutschland ein. Der Zweite Admiral des Kreuzergeschwaders, Konteradmiral Ernst Fritze, wechselte von der Hertha, die als neues Flaggschiff des Geschwaders vorgesehen war, auf die Hansa. Der Kreuzer trat am 11. November die Weiterfahrt nach Shanghai an, musste aber bereits Anfang Dezember nach Hongkong zurück, um die Maschinenanlage überholen zu lassen. Erst am 28. Dezember 1899 war sie voll einsatzfähig.
Nachdem am 4. Januar 1900 der bisherige Chef des Kreuzergeschwaders, Prinz Heinrich von Preußen, die Heimreise angetreten hatte, führte der Zweite Admiral das Geschwader, bis am 17. Februar Vizeadmiral Felix Bendemann das Kommando übernahm. Die Hansa verließ am 20. Februar Shanghai und traf am 15. März in Tsingtau ein. Von dort aus unternahm das Schiff einige Kreuzfahrten durch das Stationsgebiet. Am 8. April kehrte auch der Zweite Admiral nach Deutschland zurück, sein Nachfolger wurde Mitte Juli Konteradmiral Hermann Kirchhoff.

### Einsatz während des Boxeraufstandes
Nach dem Ausbruch des Boxeraufstandes begab sich die Hansa auf die Reede von Tanggu, wo sie am 7. Juni 1900 eintraf. Dort waren bereits mehrere Schiffe der Vereinigten acht Staaten anwesend, weitere kamen in den folgenden Tagen hinzu. Der dienstälteste Offizier der anwesenden Schiffe, Vizeadmiral Edward Hobart Seymour, entschied sich aufgrund der Lage des bedrohten Gesandtschaftsviertels in Peking zu einem sofortigen Einsatz der Landungskorps seiner Schiffe und bat Vizeadmiral Bendemann, ihn bei seinem Vorhaben mit den deutschen Truppen zu unterstützen. Bendemann hatte Bedenken gegen diese Maßnahme, entsprach aber der Bitte Seymours und ließ die Landungskorps der deutschen Schiffe, insgesamt 20 Offiziere, zwei Ärzte und 487 Mann, ausschiffen. Von der Hansa waren 123 Mann unter der Führung des Ersten Offiziers, Kapitänleutnant Paul Schlieper, am Einsatz beteiligt. Dieser erreichte sein Ziel jedoch nicht, die insgesamt 2.129 Mann des internationalen Verbandes mussten sich am 19. Juni nach mehreren Angriffen durch die Boxer und der Bedrohung ihres Nachschubs entlang des Peiho zurückziehen. Während weiterer Gefechte während des Rückzugs erteilte Seymour dem Kommandanten der deutschen Truppen, Kapitän zur See Guido von Usedom, den bekannt gewordenen Befehl „The Germans to the front!“, woraufhin die Deutschen die vorderste Kampflinie übernahmen. Der spätere britische Befehlshaber der Grand Fleet in der Skagerrakschlacht, John Jellicoe, wurde im gleichen Gefecht verwundet.
Während des Vormarsches wurden Vorbereitungen für die Erstürmung der Taku-Forts, die sowohl für die internationale Truppe Seymours als auch für die Fremdenviertel in Tientsin eine Bedrohung darstellten, getroffen, nachdem am 15. Juni bekannt wurde, dass Verstärkungen für die Forts im Anmarsch seien. Entsprechend wurden die Reserve-Landungskorps der anwesenden deutschen Schiffe angelandet, ebenso weitere Truppen der anderen Marinen. Den Befehl über diese zweite internationale Truppe übernahm der Kommandant der Hansa, Hugo Pohl. Nachdem dem chinesischen Fortkommandanten am 16. Juni ein Ultimatum unterbreitet wurde, eröffneten die Chinesen etwas mehr als eine Stunde vor Ablauf des Ultimatums am 17. Juni 0:50 Uhr das Feuer auf die auf dem Peiho anwesenden Kanonenboote, darunter auch die Iltis. Die Schiffe erwiderten das Feuer und konnten 4:45 Uhr den Großteil der chinesischen Schnellfeuergeschütze des Nordwest-Forts außer Gefecht setzen. Daraufhin stürmten die Landungskorps das Fort. Nach und nach gelang es, auch die anderen Forts sowie die Strandbatterie niederzukämpfen und einzunehmen. Die endgültige Einnahme aller Forts sowie die Vertreibung der letzten chinesischen Truppen gelang am 21. Juni, ebenfalls unter dem Kommando von Kapitän zur See Pohl. Dieser führte auch die deutsche Abteilung während des ab dem 4. August vorgenommenen Entsatzes Pekings durch eine 20.000 Mann starke internationale Truppe. Außerdem kommandierte er im August einen internationalen Kreuzerverband, dem auch die Hansa angehörte und der die Aufgabe hatte, mehrere chinesische Küstenforts zu beschießen. Damit endete der Einsatz der Hansa während des Boxeraufstandes. Von allen eingesetzten deutschen Schiffen hatte sie mit 13 Toten und 24 Verwundeten die höchsten Verluste erlitten.

### Weiterer Einsatz in Ostasien

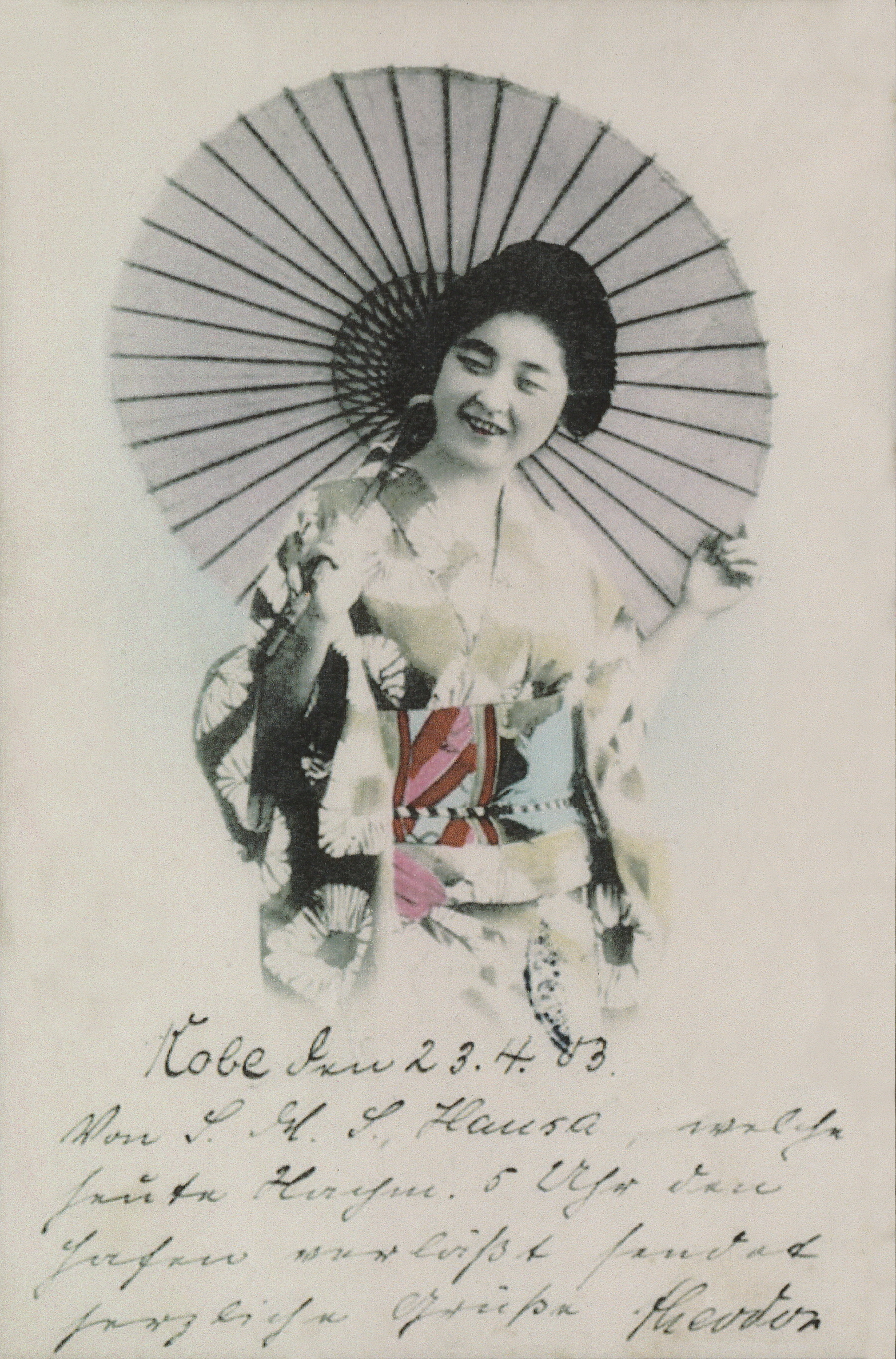
Ansichtskarte von dem Militärmusiker und Komponisten Theodor Krieghoff vom 23. April 1903 aus Kobe von der Hansa

Die Hansa besuchte zunächst im Oktober Nagasaki und wurde ab dem 30. Dezember 1900 in Hongkong einer Überholung unterzogen. Das Schiff war am 5. März 1901 in Tsingtau zurück und erhielt Ende des Monats den Befehl, das Deutsche Reich bei den Feiern zur Gründung des Commonwealth of Australia zu vertreten. Über Hongkong, Batavia und Fremantle erreichte die Hansa am 1. Mai schließlich Melbourne, wohin auch der Kleine Kreuzer Cormoran befohlen wurde. Auch Schiffe anderer Staaten waren anwesend und geleiteten gemeinsam am 18. Mai das britische Thronfolgerpaar nach Sydney, wo die Feierlichkeiten stattfanden. Nach einem kurzen Treffen mit dem Vermessungsschiff Möwe kehrte die Hansa nach Tsingtau zurück, wo sie am 19. Juni eintraf.
In der folgenden Zeit unternahm das Schiff mehrere Besuchsreisen im Stationsgebiet. Am 26. August 1902 holte Konteradmiral Hunold von Ahlefeld, der im November 1901 Zweiter Admiral des Geschwaders geworden war, seine Flagge auf der Hansa nieder. Sein Nachfolger wurde erst am 19. November 1902 Konteradmiral Friedrich von Baudissin. Im November 1902 und März 1903 befuhr die Hansa den Jangtsekiang bis Nanjing und besuchte im April 1903 Japan, wo der Zweite Admiral eine Audienz bei Kaiser Mutsuhito hatte und anschließend das Deutsche Reich bei der Flottenrevue in Kōbe vertrat. Am 20. Oktober 1903 holte Graf von Baudissin seine Flagge als Zweiter Admiral des Geschwaders nieder und wurde am 22. November durch Kapitän zur See Henning von Holtzendorff ersetzt. Nach einigen Kreuzfahrten im Stationsgebiet wurde die Hansa vom 27. Dezember 1903 bis Januar 1904 einer Überholung in Uraga unterzogen.
Im Zusammenhang mit dem Russisch-Japanischen Krieg hatte die Hansa deutsche Reichsangehörige aus verschiedenen Städten, unter anderem Seoul und Port Arthur, nach Tsingtau zu bringen. Nachdem am 16. Dezember 1904 Konteradmiral Heinrich von Moltke neuer Zweiter Admiral des Geschwaders geworden war, wurde diese Dienststelle zum 27. Juli 1905 aufgelöst, da sie nicht mehr erforderlich war. Am 20. Mai 1906 wurde die Hansa zum Abschleppen des gestrandeten NDL-Dampfers Roon, der nach Nagasaki gebracht wurde, eingesetzt. Am 4. Juli schließlich erhielt der Kreuzer den Heimreisebefehl und kehrte nach Deutschland zurück. Am 26. Oktober wurde er schließlich in Danzig außer Dienst gestellt.

## Dienst als Schulschiff

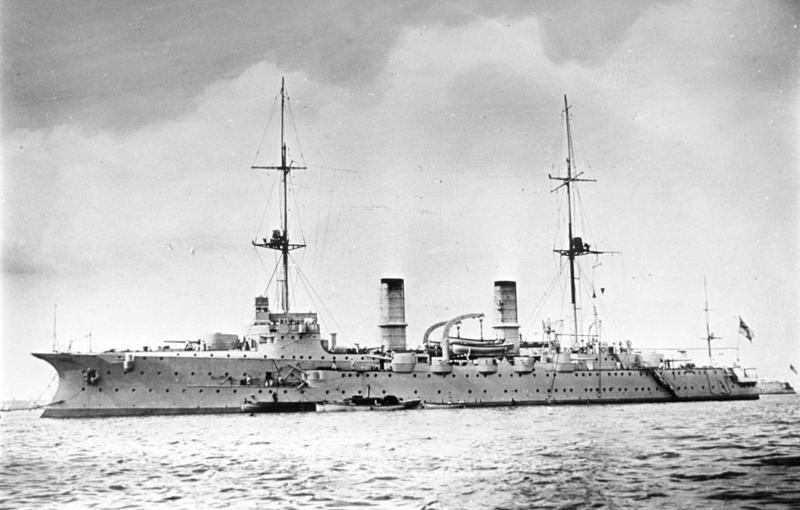
Die Hansa nach dem Umbau

Das Alter der als Schulschiffe eingesetzten Kreuzerfregatten der Bismarck-Klasse bedingte einen Ersatz der Schiffe durch neuere Einheiten. Da für Spezialschiffe die finanziellen Mittel fehlten, wurde auf die Schiffe der Victoria-Louise-Klasse zurückgegriffen. Diese waren erst wenige Jahre in Dienst, aber durch die technische Entwicklung bereits überholt. Entsprechend wurde die Hansa von April 1907 bis März 1909 von der Kaiserlichen Werft Danzig umgebaut und modernisiert. Dabei wurde unter anderem die Bewaffnung geändert und ein Schornstein entfernt, was dem Schiff eine neue Silhouette gab.
Am 1. April 1909 wurde die Hansa als Seekadetten- und Schiffsjungenschulschiff wieder in Dienst gestellt. Zunächst unternahm das Schiff einige Fahrten sowohl in heimatlichen, als auch in norwegischen Gewässern. Am 23. August trat das Schiff eine längere Ausbildungsreise ins Mittelmeer an, von der es am 15. März 1910 zurück war. Nach der im Juni erfolgten Jahresreparatur wurden wie im Vorjahr kürzere Fahrten unternommen, bis abermals am 23. August die zweite lange Ausbildungsreise folgte, die diesmal in die Karibik und an die amerikanische Ostküste führte. Die Hansa war am 14. März 1911 in der Heimat zurück und unternahm während des Sommers wiederum einige kürzere Fahrten. Vom 26. August bis zum 7. März 1912 folgte die dritte Ausbildungsreise, bei der US-amerikanische Häfen angelaufen wurden. Nach einer erneuten Reparatur folgte ab dem 4. Juni eine Reise in der Ostsee, bei der Karlskrona und Sankt Petersburg angelaufen wurden. Die vierte große Ausbildungsreise führte vom 30. August 1912 bis zum 11. März 1913 erneut in die Vereinigten Staaten und die Karibik. Die fünfte fand nach den üblichen kürzeren Fahrten im Sommer 1913 vom 11. August bis zum 17. März 1914 statt und führte zum zweiten Mal in das Mittelmeer.

## Einsatz im Ersten Weltkrieg
Der Ausbruch des Ersten Weltkrieges verhinderte die vorgesehene sechste Ausbildungsreise, die in den Atlantik führen sollte. Stattdessen wurde die Hansa am 12. August 1914 Flaggschiff der neu gebildeten V. Aufklärungsgruppe unter Konteradmiral Gisberth Jasper, zu der außerdem noch die Schwesterschiffe Vineta, Victoria Louise und Hertha gehörten. Zunächst wurden in der westlichen und mittleren Ostsee Bewachungsaufgaben übernommen. Bis zum 21. September stand die Aufklärungsgruppe unter dem Befehl der Hochseeflotte, danach wurde sie dem Oberbefehlshaber der Ostseestreitkräfte, Großadmiral Prinz Heinrich von Preußen, als Schulkreuzerdivision unterstellt. Am 20. Oktober trat die Hansa gemeinsam mit ihren Schwesterschiffen den Marsch in die östliche Ostsee an, musste jedoch bereits am Folgetag in Danzig die Werft aufsuchen und konnte daher nicht an dem vorgesehenen Vorstoß in die Gewässer um Gotland teilnehmen. Bereits am 28. Oktober konnte Konteradmiral Jasper in Swinemünde wieder von der Hertha auf sein Flaggschiff umsteigen. Die Hansa begab sich anschließend nach Kiel, wo Vorbereitungen für die zum 16. November 1914 erfolgte Außerdienststellung getroffen wurden. Am selben Tag wurde auch die Schulkreuzerdivision aufgelöst. Dies geschah, da in der Marine ein Personalmangel eingetreten war und die Schiffe der Victoria-Louise-Klasse aufgrund ihrer geringen Panzerung und des fehlenden Unterwasserschutzes nur sehr bedingt für den Frontdienst geeignet waren.

## Verbleib
Die Hansa diente während des Krieges in Kiel als Wohnschiff für Torpedobootsbesatzungen an der Kaiserlichen Werft Kiel. Am 6. Dezember 1919 wurde das Schiff schließlich aus der Liste der Kriegsschiffe gestrichen und im Folgejahr in Audorf bei Rendsburg abgewrackt.

## Kommandanten

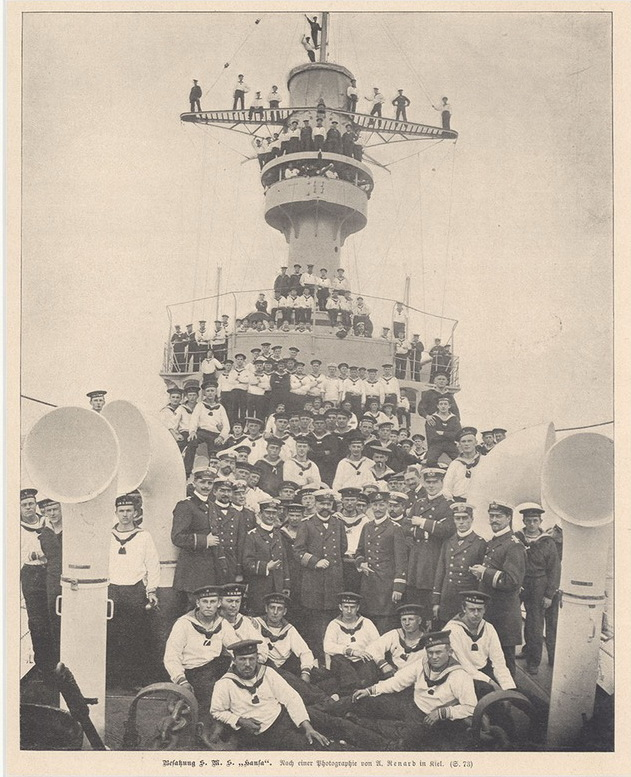
Besatzung der Hansa vor Kiel

| 20. April bis 13. Juli 1899            | Kapitän zur See Emil von Lyncker                        |
| 14. Juli 1899 bis 23. Februar 1901     | Fregattenkapitän / Kapitän zur See Hugo Pohl            |
| 24. Februar 1901 bis 10. Dezember 1902 | Fregattenkapitän / Kapitän zur See Adolf Paschen        |
| 11. Dezember 1902 bis 16. Februar 1903 | Fregattenkapitän Ernst van Semmern                      |
| März bis Juni 1903                     | Korvettenkapitän Lothar Persius, in Vertretung          |
| 11. Mai 1903 bis 15. Juni 1904         | Fregattenkapitän / Kapitän zur See Johannes Schröder    |
| 16. Juni 1904 bis 22. April 1906       | Fregattenkapitän / Kapitän zur See Eugen Weber          |
| 23. April bis 16. Oktober 1906         | Kapitän zur See Friedrich Marwede                       |
| Oktober 1906                           | Korvettenkapitän Otto Meinardus, in Vertretung          |
| 1. April 1909 bis 31. März 1910        | Kapitän zur See Otto Back                               |
| 1. April 1910 bis 31. März 1912        | Fregattenkapitän / Kapitän zur See Constanz Feldt       |
| 1. April 1912 bis 31. März 1914        | Fregattenkapitän / Kapitän zur See Friedrich von Kameke |
| 1. April bis 16. November 1914         | Fregattenkapitän Karl von Hornhardt                     |